# Khí tượng qui mô trung

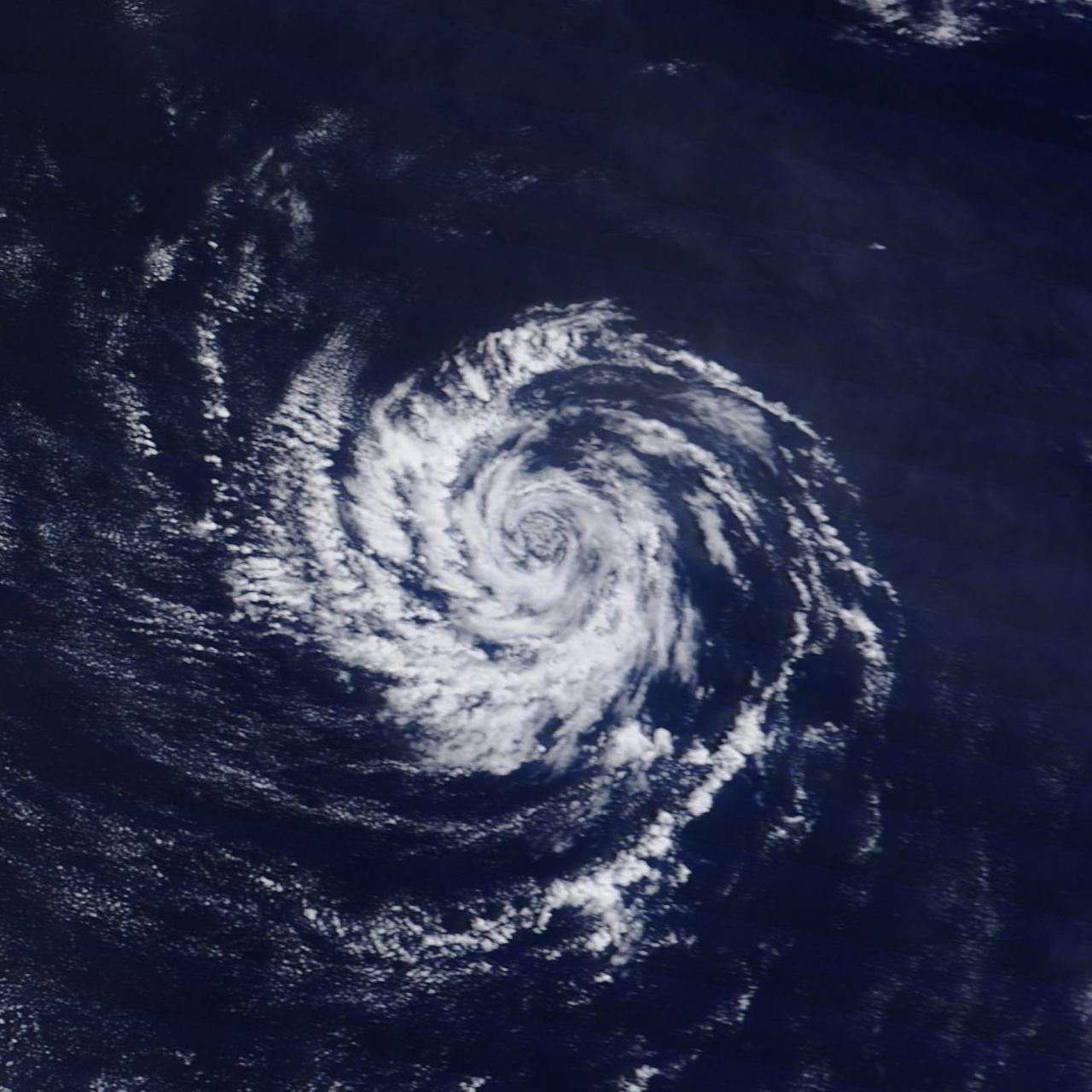
Một lốc xoáy quy mô trung

Khí tượng quy mô trung là sự nghiên cứu về các hệ thống thời tiết nhỏ hơn các hệ thống quy mô lớn (synoptic scale) nhưng lớn hơn các hệ thống cumulus quy mô nhỏ (microscale) và quy mô bão (storm-scale). Kích thước chiều ngang thường khoảng từ 5 km đến vài trăm cây số. Các ví dụ về các hệ thống thời tiết quy mô trung là gió biển, squall line và các phức hợp đối lưu quy mô trung.
Vận tốc dọc thường bằng hoặc vượt quá vận tốc ngang trong các hệ thống khí tượng quy mô trung do các quá trình không thủy tĩnh như gia tốc nổi lên của nhiệt tăng lên hoặc gia tốc thông qua một đèo núi hẹp.

## Phân lớp
Khí tượng quy mô trung được chia thành các phân lớp sau:
- Meso-alpha 200–2000 km quy mô của các hiện tượng như frông, squall lines, hệ thống đối lưu quy mô trung (MCS), xoáy thuận nhiệt đới ở rìa của quy mô lớn.
- Meso-beta 20–200 km quy mô của hiện tượng như gió biển, cơn bão tuyết nhỏ.
- Meso-gamma 2–20 km quy mô của các hiện tượng như đối lưu sấm sét, các dòng chảy địa hình phức tạp (ở lề của quy mô nhỏ, còn được gọi là quy mô bão)

Lưu ý, các cơn lốc xoáy nhiệt đới và cận nhiệt đới được phân loại bởi Trung tâm Bão quốc gia như là quy mô lớn chứ không phải là quy mô trung.

## Ranh giới quy mô trung
Như trong phân tích frông quy mô lớn, phân tích quy mô trung sử dụng các frông lạnh, ấm áp và tách biệt trên quy mô trung để giúp mô tả hiện tượng. Trên các bản đồ thời tiết, các frông quy mô trung được miêu tả là nhỏ hơn và có nhiều lần va chạm nhiều hơn hai lần so với biến thể quy mô lớn. Ở Hoa Kỳ, sự phản đối việc sử dụng các phiên bản quy mô trung của frông vào các phân tích thời tiết đã dẫn đến việc sử dụng một biểu tượng bao quát (một biểu tượng máng) với nhãn ranh giới dòng chảy ra ngoài như là ký hiệu frông